# Ivan Gontcharov
Ivan Alexándrovitch Gontcharov (em russo:  Иван Александрович Гончаров; Simbirsk, 18 de Junho de 1812 – 27 de setembro 1891) foi um romancista russo, mais conhecido como o autor de Oblomov (1859).

## Biografia
Nasceu em Simbirsk (atualmente Ulianovsk), seu pai era um abastado comerciante de grãos. Após graduar-se na Universidade de Moscou em 1834 Goncharov serviu por trinta anos como um pequeno funcionário de governo.

### Obras
Em 1847 foi publicado seu primeiro romance, Obyknovennaia istoriia (História Comum), que retrata os conflitos entre o excessivo romantismo de um nobre jovem russo, recém chegado em São Petersburgo vindo das províncias, e da emergente classe comercial da capital imperial com seu sóbrio pragmatismo. Foi seguido por Ivan Savvich Podjábrin (1848), um esboço psico-naturalista. Entre 1852 e 1855 Goncharov viajou para  Inglaterra, África, Japão, e de volta para a Rússia através da Sibéria como secretário do Almirante Ievfimi Putiátin. Suas anotações, uma crônica da viagem, «A Fragata Palas» publicou-se em 1858. Seu romance de maior sucesso, «Oblómov», foi publicado o ano seguinte, no qual a personagem principal, Oblómov, foi comparado ao Hamlet de Shakespeare que responde "Não!" à questão "Ser ou não ser?". Fiódor Dostoiévski, entre outros, considerava Gontcharov um grande e notável autor.
Sendo um conservador moderado no coração, Gontcharov cumprimentou as reformas de 1861, abraçou a bem divulgada ideia de que "o próprio governo chegou agora para liderar o progresso", e encontrou-se em oposição aos democratas revolucionários. No verão de 1862 ele se tornou um editor do periódico Sévernaia potchta, e um funcionário do ministério do Interior.
Foi descoberto mais tarde que no início dos anos 1840 Gontcharov estava trabalhando em uma novela chamada As pessoas adultas; manuscritos que foram perdidos.

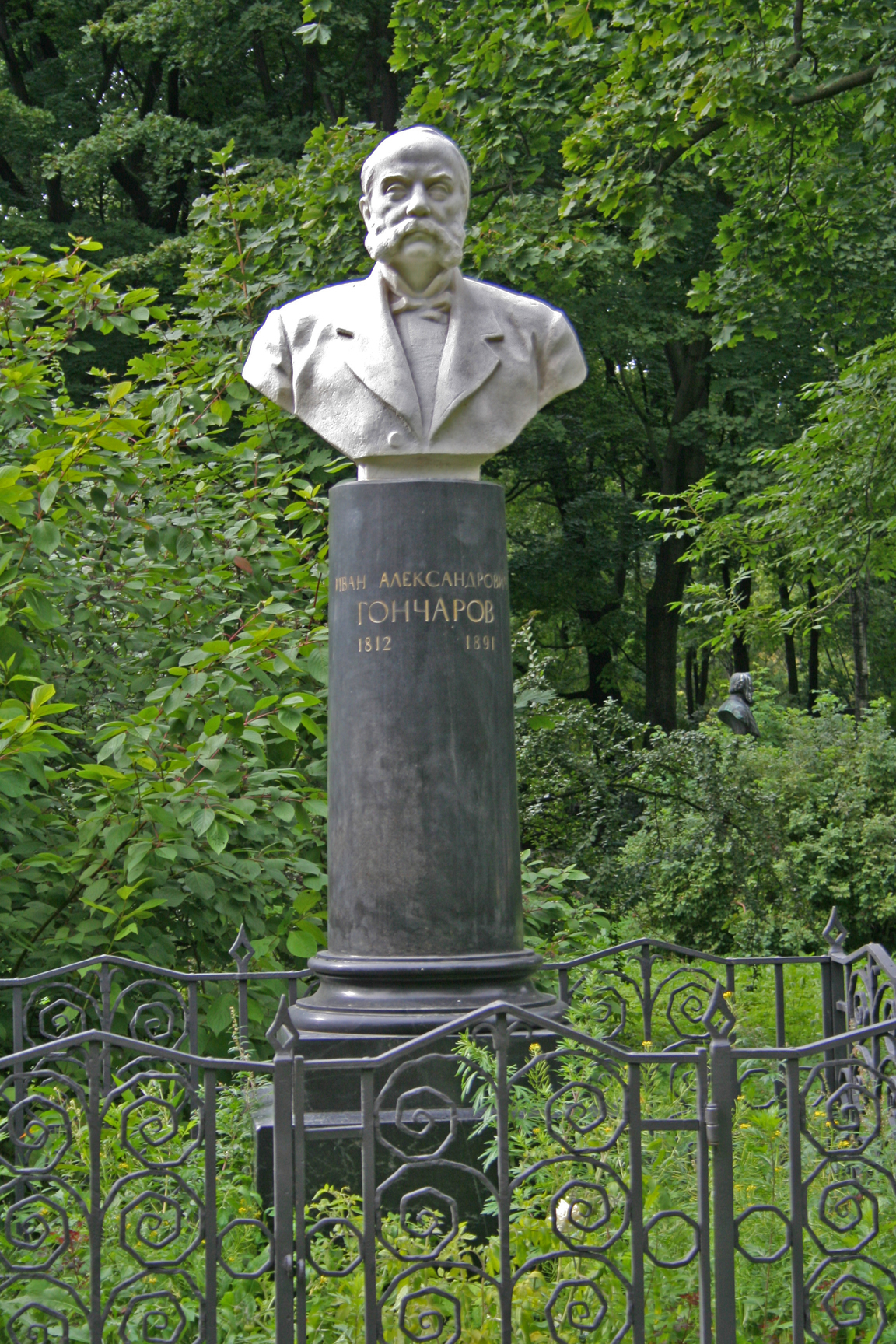
Sepultura no Cemitério de Volkovo

### Últimos anos
Em 1867, Gontcharov aposentou-se de seu posto como censor do governo e, em seguida, publicou seu último romance - Obryv (O Precipício) (1869), que é a história de uma rivalidade romântica entre três homens e prevê uma condenação ao niilismo em defesa dos valores religiosos e morais da velha Rússia. Gontcharov também escreveu contos, críticas, artigos (incluindo um famoso ensaio de 1871 sobre Griboiédov «Горе от ума»  (O Mal da Razão), e algumas memórias que só foram publicados postumamente, em 1919. Ele passou o resto de seus dias solitário devido a críticas negativas a alguns de seus trabalhos.  Gontcharov nunca se casou e morreu em São Petersburgo, em 1891.